# Гаммонд (селище, Нью-Йорк)
Гаммонд (англ. Hammond) — селище (англ. village) в США, в окрузі Сент-Лоуренс штату Нью-Йорк. Населення — 273 особи (2020).

## Географія
Гаммонд розташований за координатами 44°26′47″ пн. ш. 75°41′37″ зх. д. / 44.44639° пн. ш. 75.69361° зх. д. (44.446385, -75.693499).  За даними Бюро перепису населення США в 2010 році селище мало площу 1,52 км², уся площа — суходіл.

## Демографія
Згідно з переписом 2010 року, у селищі мешкало 280 осіб у 114 домогосподарствах у складі 75 родин. Густота населення становила 185 осіб/км².  Було 132 помешкання (87/км²).
Расовий склад населення:
| - 95,7 % — білих - 1,8 % — корінних американців - 1,1 % — азіатів - 0,7 % — чорних або афроамериканців |

До двох чи більше рас належало 0,7 %. Частка іспаномовних становила 0,7 % від усіх жителів.
За віковим діапазоном населення розподілялося таким чином: 23,2 % — особи молодші 18 років, 58,2 % — особи у віці 18—64 років, 18,6 % — особи у віці 65 років та старші. Медіана віку мешканця становила 41,8 року. На 100 осіб жіночої статі у селищі припадало 78,3 чоловіків;  на 100 жінок у віці від 18 років та старших — 80,7 чоловіків також старших 18 років.
Середній дохід на одне домашнє господарство  становив 42 129 доларів США (медіана — 35 938), а середній дохід на одну сім'ю — 46 747 доларів (медіана — 40 625). Медіана доходів становила 39 167 доларів для чоловіків та 22 000 доларів для жінок. За межею бідності перебувало 27,8 % осіб, у тому числі 42,1 % дітей у віці до 18 років та 6,7 % осіб у віці 65 років та старших.
Цивільне працевлаштоване населення становило 137 осіб. Основні галузі зайнятості: роздрібна торгівля — 28,5 %, науковці, спеціалісти, менеджери — 13,9 %, освіта, охорона здоров'я та соціальна допомога — 13,9 %.